# Jesús García Corona
Jesús García Corona (Hermosillo, Sonora, México, 13 de noviembre de 1881-Nacozari, Sonora 7 de noviembre de 1907), conocido como El Héroe de Nacozari, fue un maquinista mexicano recordado por dar su vida para salvar al pueblo de Nacozari, en el estado de Sonora, al norte del país.

## Vida
Recién cumplidos sus 17 años, Jesús solicitó empleo directamente en la oficina del ferrocarril de la compañía minera. Debido a su corta edad, el encargado W.L. York le brindó trabajo como aguador; pero fue promovido rápidamente, y ascendió en poco tiempo al sector de mantenimiento de vías. Trabajó como controlador de frenos y posteriormente como bombero. A la corta edad de 20 años llegó a ser maquinista en el ferrocarril de la empresa minera Moctezuma Copper Company.
En la primavera de 1904 fue premiado con un viaje con gastos pagados a San Luis, Missouri, Estados Unidos. Con él viajaron los mecánicos Rafael Rocco y Cipriano Montaño; José Vejar, encargado del concentrador; Zacarías Ruiz y Heraclio Ramos, del departamento de almacenes; el electricista Ignacio Montaño; Francisco Ancira, y Manuel Vázquez, del departamento de ventas de la compañía.
Cerca de las 6 de la mañana del 7 de noviembre de 1907, Jesús se dirigió al centro de Nacozari. Su locomotora fue la #2 (erróneamente conocida como #501, debido a una canción popular), construida bajo pedido a la Compañía Porter de Pennsylvania en mayo de 1901, y era un poco menor que las utilizadas normalmente. Después de haber sido engrasada, ya lista para salir, Agustín Barceló e Hipólito Soto, guardafrenos, reportaron que Albert Biel, un alemán de edad madura, se encontraba en el hospital, por lo que Jesús García lo reemplazó y quedó a cargo del tren.

## A cargo de la locomotora
Jesús García debía llevar un cargamento de cuatro toneladas de dinamita, utilizadas en la ampliación de la mina, al almacén de explosivos para colocarse en dos furgones. Era el más poderoso tipo de dinamita, traído por tren desde Oakland hasta Pilares y Nacozari.
Llegó en la locomotora en pocos minutos a El Seis (a seis millas de Pilares), donde había almacenes y casas de trabajadores que mantenían las vías. Para hacer posible la quema segura de combustible, la locomotora contaba con un contenedor, en donde las chispas eran sofocadas con mallas. Pero en esos días no estaba funcionando, Jesús reportó que algunas brasas vivas estaban escapando del mismo.
Después de una primera vuelta a la mina, la locomotora alcanzó de nuevo El Seis. Con suerte, Jesús debía completar dos corridas más. Un mensajero lo aborda para darle una noticia inesperada: "necesitaban suplementos en la mina y debía dirigirse en el tren al más bajo nivel y hablar con el señor Elizondo".
Durante la operación de carga del tren, Jesús aprovechó para ir a casa. Jesús encontró a su madre alterada la cual le comentó un presentimiento de que no lo volvería a ver.
Jesús dejó 50 de sus góndolas en El Seis y descendió a la mina, en el nivel más bajo, el cargamento había sido completado. 
En espera de su locomotora, Jesús descubrió que los trabajadores habían dejado disminuir el fuego, lo cual había ocasionado una pérdida de presión del vapor. Los ingenieros en otro error aún más serio: no colocaron los carros con explosivos al final del cuerpo del tren. En este viaje, los trabajadores colocaron la dinamita en los dos primeros carros, enseguida de la caldera. La disposición de la carga debía ser autorizada por el conductor, pero ese día no había tal autorización.
Al aumentar la presión del vapor, luego, tan lento como fue posible, Jesús dio reversa al vehículo y lo colocó fuera de la mina; el viento del norte empezaba a jugar con los remolinos del humo y del vapor. Librada del freno, la locomotora trabajaba en contra del viento; las chispas vivas, emanadas del contenedor, que no había sido arreglado, volaron sobre el motor y la cabina, llegando incluso hasta los dos primeros furgones, cargados con cajas de dinamita.
Al principio, el fuego fue notificado por la cuadrilla de trabajadores y más adelante por simples transeúntes. Francisco Rendón, frenero encargado de dirigir los rieles a Pilares, y el otro frenero intentaron inútilmente detener con sus ropas el fuego. Jesús le pidió a la cuadrilla que lo acompañaba que se arrojaran del tren e imprimió toda la fuerza a la locomotora. Obedeciendo las órdenes de Jesús, el fogonero José Romero Moreno saltó del tren y rodó hacia la maleza. Milagrosamente había alrededor una loma en donde se refugió.
Jesús y su locomotora subieron a través del escarpado. Necesitaban avanzar otros cincuenta metros para llegar a un terreno plano en donde Jesús pudiera así luchar por su vida pero no lo logró.
De esta manera, al alejarse del pueblo, Jesús García salvó a Nacozari de sucumbir ante una explosión tan enorme, ya que la locomotora desapareció completamente. Jesús murió al instante, lanzado por el frente de su cabina. Gran parte del motor fue también lanzado y el cuerpo de Jesús fue alcanzado por las ruedas traseras.
Un estruendo como temblor sacudió Nacozari y la onda de expansión quebró vidrios y sacudió las habitaciones; ésta fue oída a 16 kilómetros de Nacozari.
Sobre el kilómetro seis, cuatro obreros resultaron muertos y un niño de 15 años fue atravesado por un metal proyectado desde el sitio donde ocurrió la explosión, el cual se encontraba a 100 metros. Del almacén no quedó nada, 18 de los residentes y demás trabajadores resultaron heridos y fueron trasladados en vagones al hospital en Nacozari. 
En silencio, los sobrevivientes removían los escombros del tren: carros despedazados y cabinas destruidas. El motor estaba encajado en un cráter, lejos de las vías. Jesús, quien tenía 25 años, fue identificado por sus hermanos luego de que reconocieran sus botas, para posteriormente llevarse sus restos. 

## Sepultura y monumento a su memoria
Los restos de Jesús García recibieron sepultura la tarde del 8 de noviembre de 1907, en el antiguo cementerio de Nacozari. Años después, en 1919, se exhumaron y se depositaron al pie del monumento que en 1909 se erigió en su memoria en la plaza principal del pueblo. El gobernador, Plutarco Elías Calles, cargó en hombros el cofre con los restos del héroe y los depositó personalmente en la nueva tumba. Desde entonces, reposan en la plaza que lleva su nombre.
En 2021, el Congreso del Estado aprobó el decreto 9, que declara Patrimonio Cultural del Estado de Sonora el monumento y la tumba del héroe Jesús García Corona.

## Otros reconocimientos

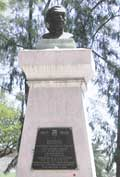
Monumento a Jesús García, en la ciudad de Toluca.

En su honor se erigieron una serie de monumentos: uno en Nacozari, otro, en la ciudad de Hermosillo, en 1909, en el Parque Madero, en el lugar exacto donde se ubicaba la casa donde nació. 
Un tercer monumento en el jardín ubicado en el bulevard Isidro Fabela, en Toluca, en el estado de México, inaugurado el 7 de noviembre de 1949, obra del escultor Federico Conessi. 
Y un cuarto monumento en la calle Mora Beristain, en la ciudad de Xalapa-Enríquez, Veracruz. 
En Parral, Chihuahua, existe una calle que lleva su nombre y un busto de bronce. 
La población a la que salvó se llama ahora Nacozari de García; fue declarado Héroe de la Humanidad por la American Royal Cross of Honor de Washington.[cita requerida]
En las alcaldías Azcapotzalco, Cuauhtémoc, Gustavo A. Madero, Venustiano Carranza y Xochimilco de la Ciudad de México, existen calles y colonias nombradas como Héroe de Nacozari, así como en múltiples municipios del estado de México; igualmente ocurre en Hermosillo y en Ciudad Obregón, Sonora; Guadalajara y Zapopan en Jalisco, Irapuato, Guanajuato, Morelia y Uruapan en Michoacán, Santiago de Querétaro, Colima y Ciudad Acuña, en Coahuila; en la ciudad de Tehuacán, en Puebla, existe un bulevard con su nombre.
En la capital del mismo estado existe una estación en la línea dos del metrobús llamada Nacozari. Igualmente, en Gómez Palacio, Durango, existe una calzada llamada Héroe de Nacozari, donde se localiza el Antiguo Hospital General, y existe una escuela de nombre homólogo. En la vecina ciudad de Torreón del estado de Coahuila existen al menos tres escuelas tanto estatales como federales con el nombre de Héroe de Nacozari y también una calle importante con el nombre de Jesús García Corona, cerca de la cual se localiza la Facultad de Derecho, escuela que forma abogados en la Comarca Lagunera. 
En Empalme, Sonora una de las calles principales fue denominada "Blvd. Héroe de Nacozari"
En Aguascalientes existe la "Av. Héroe de Nacozari" la cual, atraviesa las antiguas vias del ferrocarril, a la altura de la calle Ébano y calle Ferrocarril.

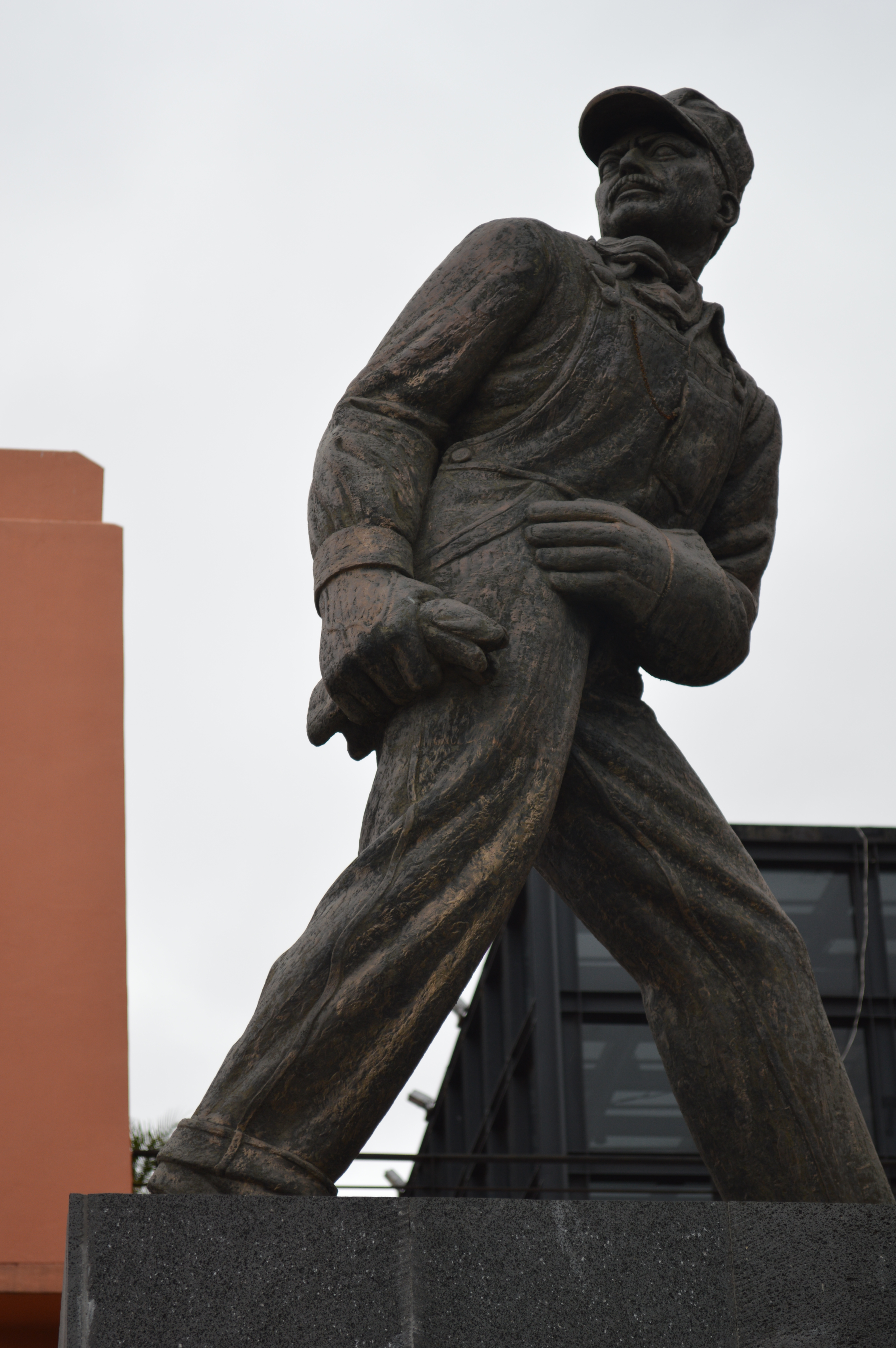
Museo del Ferrocarril "Jesús García Corona", en la ciudad de San Luis Potosí.

Para rememorar el hecho, se le compuso el famoso corrido llamado “Máquina 501”. En la ciudad de Mexicali, Baja California, hay una colonia que lleva el nombre de Héroe de Nacozari, así como una de sus calles, a espaldas de la antigua estación del ferrocarril Sonora-Baja California. 
Y en la ciudad de San Francisco de Campeche, del estado de Campeche, se encuentra la Avenida Héroe de Nacozari, lugar donde se encuentra ubicada la estación de ferrocarriles del estado, así como la calle que lleva su nombre (Jesús García Corona). 
Asimismo, en la ciudad de Cuautla, Morelos, también existe una colonia llamada "Héroe de Nacozari" 
En el Centro de Usos Múltiples de la ciudad de Hermosillo se encuentra localizado el Estadio Héroe de Nacozari.
En Hidalgo del Parral, Chihuahua, una de las calles principales del centro lleva el nombre de Jesús García.[cita requerida]
En la Línea 3 del Metrobús de la Ciudad de México, existe una estación denominada "Héroe de Nacozari", la cual se encuentra sobre Calz. Vallejo, esquina con Francisco Perez. 
En la ciudad de Tampico, Tamaulipas, una calle lleva el nombre "Héroe de Nacozari", ubicada a un costado de la estación de ferrocarriles de la ciudad.
En Ciudad Victoria, capital del estado de Tamaulipas, cerca de la estación del ferrocarril, existe una escuela primaria con el nombre "Héroe de Nacozari".
En la Villa de Agujita, en el municipio de Sabinas, Coahuila, existe una mutualista que lleva su nombre: "Jesús García, Héroe de Nacozari".
En Colima, Colima, frente a la estación del ferrocarril, se encuentra un busto en honor a Jesús García Corona, y una calle detrás del monumento lleva el nombre "Héroe de Nacozari".
En el municipio de Río Verde, San Luis Potosí, se encuentra una calle llamada Héroe de Nacozari, a un costado de las antiguas vías de ferrocarril, e inicia en la antigua terminal ferroviaria.
En San Luis Potosí, capital del estado homónimo, existe un museo que lleva su nombre: Museo del Ferrocarril "Jesús García Corona".
En la ciudad de Matías Romero, ubicado en el Istmo de Tehuantepec, en el estado de Oaxaca, existe un Monumento del Ferrocarrilero cerca de la Locomotora "Máquina 535", en la estación del tren de la ciudad, y también un jardín de niños lleva el nombre "Jesús García Corona".
En la ciudad de Guadalajara, en una de las colonias más antiguas de la ciudad (colonia del Fresno), existe una escuela primaria cuyo nombre es "Héroe de Nacozari". También existe una estación de macrobús denominada igualmente "Héroe de Nacozari".
En la población de Bucerías, en el estado de Nayarit, el tramo correspondiente a la carretera federal 200, que es la avenida principal que atraviesa la ciudad, se llama Héroes de Nacozari.
En el estado de Querétaro, en San Juan del Río, existe un parque infantil nombrado "Héroe de Nacozari", construido en 1957, en la avenida Pablo Cabrera, cerca del centro de la ciudad, a un costado de la antigua estación ferrocarrilera del municipio.
En el municipio de Apizaco, en el estado de Tlaxcala, hay una calle llamada héroe de Nacozari, una escuela secundaria con el mismo nombre y una calle llamada Jesús García Corona, además de una monumento en su honor situado en una de las principales calles del mismo municipio.
En el heroico puerto de Veracruz, existe una calle llamada Héroe de Nacozari, situada en el centro de la ciudad.
En la colonia Los Reyes Iztacala del municipio de Tlalnepantla de Baz, Estado de México, existe una escuela primaria que lleva su nombre.
En Villahermosa, Tabasco, existe una calle con el nombre de Jesús García, en donde se encuentra la Clínica N° 45 del IMSS (Seguro Social) además de una colonia que lleva su nombre.
En Morelia, Michoacán existe una escuela primaria que lleva el nombre de Héroe de Nacozari, está en la colonia Industrial en la calle Santos Degollado, antes llamada aluminio.
En Saltillo, Coahuila, una colonia fue denominada "7 de noviembre", existe tambien una colonia que lleva el nombre de "Jesus Garcia Corona", una calle fue nombrada "C. Héroes de Nacozari",  asi como tambien un colegio denominado "Escuela Héroes de Nacozari"